# استان لوئیز کالوو

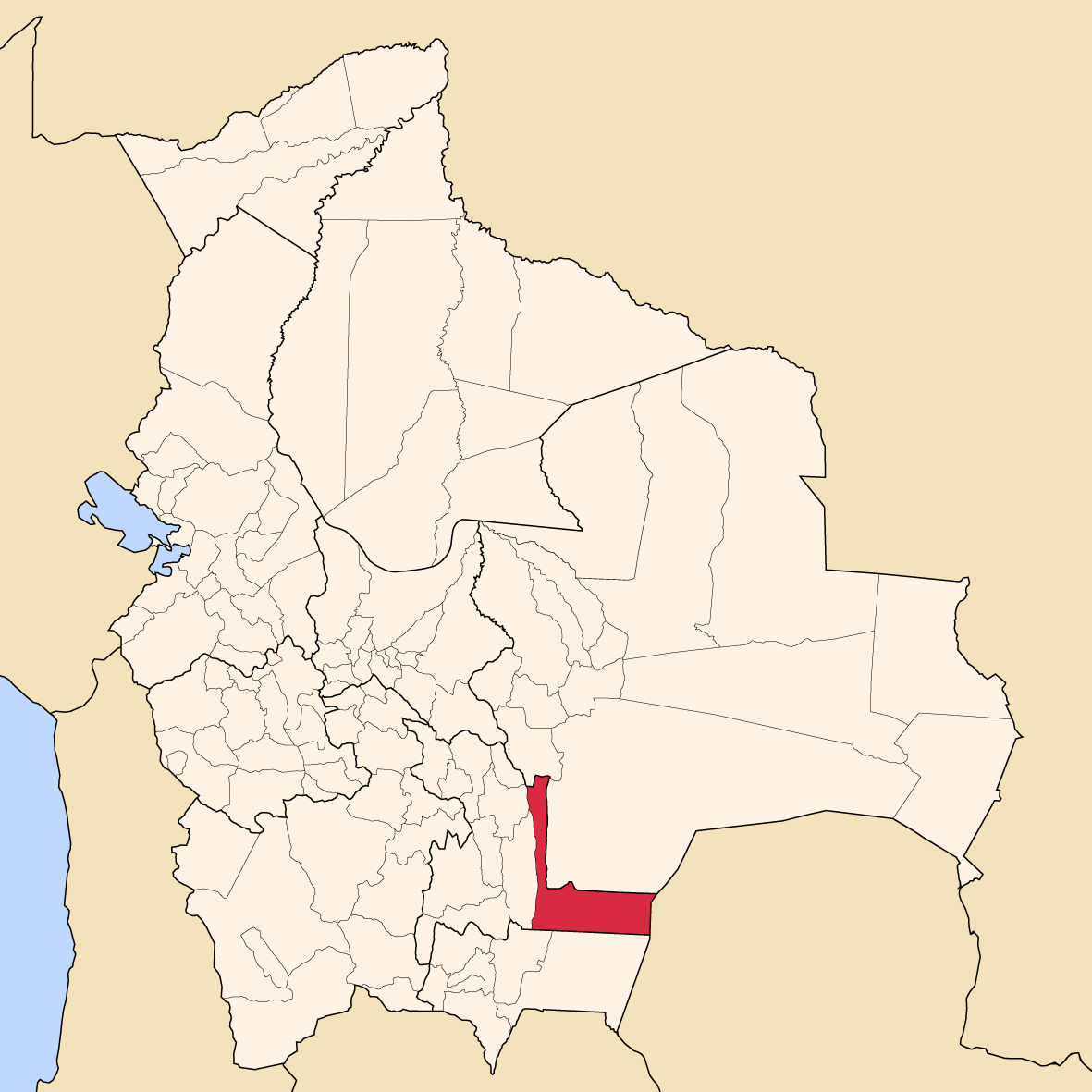
نمایی از نقشهٔ استان لوئیز کالوو، شهرستان چوکیساکا، بولیوی - ۲۰۰۶

استان لوئیز کالوو (انگلیسی: Luis Calvo) یکی از استان‌های بولیوی در شهرستان چوکیساکا است.